# Breuksplitsing
Breuksplitsing of splitsen in partiële breuken is het herschrijven van een rationale functie als de som van een polynoom en een of meer rationale functies waarvan de noemers machten van irreducibele polynomen zijn en waarvan de tellers telkens een kleinere graad hebben dan het irreducibele polynoom in de noemer. Breuksplitsing wordt veel in de integraalrekening gebruikt. Het nut van breuksplitsing bestaat erin dat de termen in de uitkomst ervan relatief eenvoudig kunnen worden geïntegreerd. 
In het meest voorkomende geval beschouwen we polynomen en rationale functies met gehele coëfficiënten en hebben irreducibele polynomen graad 1 of 2. De bijhorende tellers zijn dus zijn constanten of polynomen van de eerste graad. Voor de irreducibele polynomen in de noemers van de uitkomst kan men de irreducibele factoren van de noemer van de oorspronkelijke rationale functie kiezen. Het polynoom in de noemer moet dus bij breuksplitsing in factoren worden ontbonden. De machten van de gevonden factoren die in de uitkomst voorkomen zijn meestal kleiner dan de macht waarmee ze in het oorspronkelijke polynoom in de noemer voorkomen, groter kunnen ze niet zijn.
De eerstegraadspolynomen, die een factor zijn van de oorspronkelijke noemer, worden een lineaire factor genoemd.

## Voorbeeld 1
We zoeken een breuksplitsing van de rationale functie
{\displaystyle {1 \over x^{2}-1}}.
De ontbinding van de noemer in factoren luidt
{\displaystyle {x^{2}-1=(x-1)(x+1)}}.
Er zijn dus twee irreducibele delers, allebei een lineaire factor. Breuksplitsing bestaat dan in het vinden van constanten {\displaystyle A} en {\displaystyle B} zodat
{\displaystyle {1 \over (x-1)(x+1)}={A \over x-1}+{B \over x+1}}
Links en rechts met de noemer {\displaystyle (x-1)(x+1)} vermenigvuldigen geeft
{\displaystyle A(x+1)+B(x-1)=1}
dus is
{\displaystyle A={\tfrac {1}{2}}\ } en {\displaystyle \ B=-{\tfrac {1}{2}}}

## Toepassing in de integraalrekening
Breuksplitsing levert een methode voor het systematisch integreren van rationale functies. Van iedere rationale functie kan, theoretisch, altijd een primitieve functie worden berekend door de vorm van de rationale functie geschikt te wijzigen en daarna de ontstane onderdelen op de gebruikelijke manier te integreren. In de berekende som staan een polynoom in {\displaystyle x} en een eindig aantal breuken met in de teller ofwel alleen een constante en in de noemer een macht van een lineaire factor in {\displaystyle x,} ofwel in de teller een lineaire factor in {\displaystyle x} en in de noemer een macht van een irreducibel tweedegraadspolynoom in {\displaystyle x}. Als de coëfficiënten van zowel de teller als de noemer van de rationale functie functie waarvan de primitieve moet worden gevonden, geheel zijn, zijn alle getallen in de berekende som rationaal. Van elk van de breuken in de berekende som kan de primitieve worden berekend.
In het algemene geval moeten daarvoor de volgende stappen worden gezet:
1. Door staartdeling van polynomen de breuk opdelen in een polynoom en een rationale functie waarvan de graad van de teller lager is dan de graad van de noemer.
2. Het polynoom in de noemer ontbinden in lineaire factoren en irreducibele tweedegraadspolynomen.
3. De breuk splitsen in een som van breuken.
4. Van iedere aparte som de primitieve functie berekenen.

### Voorbeeld 2
We passen het stappenplan toe om de onbepaalde integraal te vinden voor de rationale functie {\displaystyle {1 \over x^{2}-1}} uit het eerste voorbeeld.
1. Staartdelen is overbodig, omdat de graad van de teller al kleiner is dan de graad van de noemer.
2. We hebben de noemer ontbonden in factoren: {\displaystyle {x^{2}-1=(x-1)(x+1)}}.
3. Opsplitsen van de breuk: {\displaystyle {{1 \over (x-1)(x+1)}={1 \over 2(x-1)}-{1 \over 2(x+1)}}}.
4. Beide termen van het rechterlid hebben een natuurlijke logaritme als primitieve en de gezochte primitieve is daarmee gevonden:

{\displaystyle \int {dx \over x^{2}-1}=\ln {\sqrt {x-1 \over x+1}}+C}.

## Concrete oplossingsmethoden

### Enkelvoudige reële wortels: Limietprocedure
In het geval dat de noemer kan worden geschreven als een product van enkelvoudige verschillen van {\displaystyle x} en een constante kunnen de onbekende factoren met de limietprocedure worden bepaald. Het mooie is dat dit allemaal limieten zijn die gewoon kunnen worden ingevuld en er niet echt een limiet moet worden berekend. Stel dat de breuk kan worden geschreven in de vorm:
{\displaystyle B(x)={\frac {\mathrm {teller} (x)}{(x-a_{1})\ldots (x-a_{i})\ldots (x-a_{n})}}}
waarbij de wortels {\displaystyle a_{i}} allemaal verschillend zijn en waarbij natuurlijk de graad van het polynoom in de teller kleiner is dan de volledige graad van de noemer.
De breuksplitsing wordt dan:
{\displaystyle B(x)={\frac {A_{1}}{x-a_{1}}}+\ldots +{\frac {A_{i}}{x-a_{i}}}+\ldots +{\frac {A_{n}}{x-a_{n}}}}
Eerst worden nu beide bovenstaande uitdrukkingen voor {\displaystyle B(x)} aan elkaar gelijkgesteld en worden beide leden vermenigvuldigd met {\displaystyle (x-a_{i})}:
{\displaystyle {\frac {A_{1}(x-a_{i})}{(x-a_{1})}}+\ldots +A_{i}+\ldots +{\frac {A_{n}(x-a_{i})}{(x-a_{n})}}={\frac {\mathrm {teller} (x)}{(x-a_{1})\ldots (x-a_{i-1})(x-a_{i+1})\ldots (x-a_{n})}}}
Het is duidelijk dat wanneer in deze uitdrukking {\displaystyle x} gelijk aan {\displaystyle a_{i}} wordt gesteld, links alle termen behalve {\displaystyle A_{i}} wegvallen. In het rechter lid kan ook de waarde {\displaystyle a_{i}} worden ingevuld: 
{\displaystyle A_{i}={\frac {\mathrm {teller} (a_{i})}{(a_{i}-a_{1})\ldots (a_{i}-a_{i-1})(a_{i}-a_{i+1})\ldots (a_{i}-a_{n})}}}
Dit levert dus een directe manier om de coëfficiënten van de splitsing te bepalen. Eenvoudig gezegd komt dit neer op het volgende:
Om {\displaystyle A_{i}} te bepalen wordt de factor {\displaystyle (x-a_{i})} uit de noemer verwijderd en wordt vervolgens {\displaystyle a_{i}} ingevuld in de overblijvende breuk.

### Voorbeeld 3: Enkelvoudige reële wortels
Stel:
{\displaystyle B(x)={\frac {3(x^{2}+1)}{(x-1)(x-3)(x+2)}}={\frac {A_{1}}{x-1}}+{\frac {A_{2}}{x-3}}+{\frac {A_{3}}{x+2}}}
Dan is:
{\displaystyle A_{1}={\frac {3(1^{2}+1)}{(1-3)(1+2)}}=-1}
{\displaystyle A_{2}={\frac {3(3^{2}+1)}{(3-1)(3+2)}}=3}
{\displaystyle A_{3}={\frac {3((-2)^{2}+1)}{((-2)-1)((-2)-3)}}=1}

### Meervoudige reële wortels
Deze manier kan ook worden gebruikt voor het geval er meervoudige reële wortels zijn, behalve dat er dan nogal wat rekenwerk nodig is. Daarom is het doorgaans sneller de algemenere methode van de volgende paragraaf te gebruiken. Concreet kan de coëfficiënt op de grootste graad nog wel gemakkelijk met bovenstaande procedure gevonden worden. Dit staat in voorbeeld 5.

### Algemene methode
De algemene methode kan eveneens worden gebruikt wanneer er paren complex geconjugeerde wortels zijn, die te herkennen zijn aan het feit dat de noemer er in de breuk onsplitsbare termen van tweede graad voorkomen. Bij de algemene methode wordt de gesplitste uitdrukking weer onder één noemer gebracht en wordt de zo gevonden teller vergeleken met de teller van de oorspronkelijk te splitsen breuk. Uit de eis dat de coëfficiënten van gelijke machten links en rechts gelijk moeten zijn volgen sluitende voorwaarden voor de onbekende coëfficiënten van de splitsing. Om het rekenwerk te beperken zal men de enkelvoudig reële wortels eerst met de bovenstaande limietprocedure berekenen.

### Voorbeeld 4: Complexe wortels
Stel:
{\displaystyle B(x)={\frac {16x+8}{(x-1)(x^{2}+2x+5)}}={\frac {A}{x-1}}+{\frac {Bx+C}{x^{2}+2x+5}}}
Dan kan {\displaystyle A} met de limietprocedure worden berekend:
{\displaystyle A={\frac {16\cdot 1+8}{1^{2}+2\cdot 1+5}}=3}
Als de gesplitste breukvorm weer onder één noemer wordt gebracht, kunnen beide tellers aan elkaar gelijkgesteld worden;
{\displaystyle 16x+8=A(x^{2}+2x+5)+(Bx+C)(x-1)}
Door te eisen dat de coëfficiënten van het kwadraat van {\displaystyle x} links en rechts gelijk zijn, vindt men:
{\displaystyle 0=A+B}
en omdat {\displaystyle A} al is berekend, is {\displaystyle B} direct bekend :
{\displaystyle B=-3}.
Door nu hetzelfde te doen met de constante termen links en rechts:
{\displaystyle 8=5A-C}
vindt men:
{\displaystyle C=7}.
Merk op dat de gelijkheid van de lineaire factoren niet werd gebruikt. Dit is omdat {\displaystyle A} al is berekend. De gelijkheid van lineaire termen kan dus eventueel nog worden gebruikt als controle van de berekende resultaten.
De algemene methode komt dus neer op het oplossen van een stelsel van lineaire vergelijkingen, maar door enkelvoudige wortels eerst apart te zoeken en de overige eisen in een goede volgorde te gebruiken, kan op heel wat rekenwerk worden bespaard.

### Voorbeeld 5: Meervoudige reële wortels
Neem als voorbeeld deze splitsing met een enkelvoudige wortel {\displaystyle x=1} en een dubbele wortel {\displaystyle x=2}:
{\displaystyle B(x)={\frac {2x+1}{(x-1)(x-2)^{2}}}={\frac {A}{x-1}}+{\frac {B}{x-2}}+{\frac {C}{(x-2)^{2}}}}
Hier kan {\displaystyle A} vooraf worden berekend:
{\displaystyle A={\frac {2\cdot 1+1}{(1-2)^{2}}}=3}
Maar ook de coëfficiënt {\displaystyle C} van de hoogste macht van {\displaystyle x-2} kan zo worden bepaald en ook hier wordt de eigen noemer van {\displaystyle C} uit de breuk weggelaten:
{\displaystyle C={\frac {2\cdot 2+1}{2-1}}=5}
Alleen voor {\displaystyle B} moet de algemene methode worden gevolgd, maar dit is weinig werk omdat {\displaystyle A} en {\displaystyle C} intussen bekend zijn. Door op één noemer te brengen en bijvoorbeeld de constante termen van de tellers te vergelijken vindt men:
{\displaystyle 4A+2B-C=1}
zodat:
{\displaystyle B=-3}
De coëfficiënten van de andere machten kunnen ook nu worden gebruikt om de resultaten nog eens te controleren.